# Caso Donald Trump na Geórgia
The State of Georgia v. Donald J. Trump, et al  (em português, O Estado da Geórgia contra Donald J. Trump, et al.) é um caso criminal pendente contra Donald Trump, o 45º presidente dos Estados Unidos, e dezoito supostos co-conspiradores, relacionado à alegada participação dele na tentativa de anular a eleição presidencial dos EUA de 2020 na Geórgia.
Trump questionou os resultados da eleição presidencial de 2020 e afirmou que os votos estavam sendo alterados por máquinas de votação. Supostamente, ele tentou diretamente anular os resultados da eleição através de um plano no qual seriam criados grupos pró-Trump de eleitores falsos. Semanas após a eleição, Trump ligou para o secretário de estado da Geórgia, Brad Raffensperger, para pedir a ele que "encontrasse" 11.780 votos que garantiriam uma vitória de Trump no estado. Um pequeno grupo de aliados de Trump procurou e apreendeu cédulas no Condado de Coffee, na Geórgia. A procuradora do distrito do Condado de Fulton, Fani Willis, iniciou uma investigação sobre essas tentativas em fevereiro de 2021.
Em 14 de agosto de 2023, Trump foi indiciado por um grande júri, juntamente com dezoito co-réus. Ele foi acusado de liderar uma "empresa criminosa", com todos os réus sendo acusados sob a lei de Racketeering da Geórgia.

## Antecedentes

### Acusação de fraude eleitoral e tentativas de anular a eleição
Ao longo de sua campanha presidencial de 2016, Trump semeadas constantemente dúvidas sobre o processo de certificação das eleições. Em sua campanha no Colorado, Trump afirmou que o Partido Democrata "[manipulou] a eleição nas urnas". Em outubro de 2016, Trump alegou por meio de uma série de tweets que ocorreria uma fraude eleitoral generalizada na eleição presidencial de 2016. Essas declarações foram ecoadas por Rudy Giuliani, o assessor jurídico de Trump. Trump continuou expressando esses sentimentos até a eleição presidencial de 2020; por meses, ele preparou argumentos no caso de sua derrota, principalmente relacionados às cédulas de votação pelo correio. Já em agosto de 2020, ele contratou a ativista conservadora e advogada Cleta Mitchell para ajudar a anular a eleição. O Departamento de Segurança Interna alertou que a Rússia estava amplificando alegações de fraude ocorrendo nas votações pelo correio para semear intencionalmente desconfiança no processo de votação como um todo. Dois dias antes do Dia da Eleição, ele disse aos repórteres que entraria com seus advogados assim que a eleição terminasse.
Impulsionada por comentaristas pró-Trump e pela percepção de grande participação em comícios, a campanha de Trump estava confiante de que venceria a eleição. No Dia da Eleição, pesquisas preliminares nos locais de votação mostraram Trump na liderança, já que seus apoiadores tinham mais probabilidade de comparecer pessoalmente devido à pandemia de COVID-19, mas sua vantagem diminuiu à medida que as cédulas de votação pelo correio eram contadas. Após o último evento de campanha de Trump em Grand Rapids, Michigan, o filho de Trump, Eric, apostou que ele ganharia pelo menos 322 votos eleitorais. A pedido de Giuliani, Trump declarou em um discurso à 2h da manhã na noite da eleição, na Sala Leste, que havia vencido a eleição e que as contagens relatadas eram fraudulentas. Enquanto as cédulas eram contadas, o especialista em dados de campanha Matt Oczkowski informou claramente a Trump que ele perderia a eleição. O Conselheiro da Casa Branca, Pat Cipollone, disse a ele que invalidar os resultados da eleição seria um "pacto de suicídio". Sob o então procurador-geral William Barr, o Departamento de Justiça não conseguiu encontrar fraude eleitoral generalizada na eleição. O ex-presidente da Câmara, Newt Gingrich, previu que os eleitores de Trump iriam explodir em "raiva", um sentimento compartilhado pelo líder da maioria republicana na Câmara, Kevin McCarthy, que disse a Laura Ingraham no programa "The Ingraham Angle" que os republicanos não deveriam "ficar calados sobre isso".
Trump e vários co-conspiradores buscaram repetidamente anular os resultados da eleição. O plano dos eleitores falsos de Trump envolvia Trump e seus aliados redigindo certificados fraudulentos de confirmação afirmando que Trump era o vencedor. O esforço para escrever esses documentos e persuadir autoridades republicanas a assiná-los foi realizado pelos advogados de Trump, incluindo Giuliani e John Eastman, que alegaram que ocorreram irregularidades na eleição, mas não tinham evidências. Eles propuseram que um "grupo alternativo" de eleitores fosse estabelecido enquanto eles coletavam evidências. Embora dezenas desses eleitores tenham sido instalados e tenham afirmado que Trump era o vencedor, as sete legislaturas estaduais visadas no plano – Arizona, Geórgia, Michigan, Nevada, Novo México, Pensilvânia e Wisconsin – certificaram a vitória de Biden, embora a Pensilvânia e o Novo México tenham concordado em considerar Trump o vencedor se ele tivesse sucesso nos muitos processos judiciais questionando a eleição. O esquema envolveu o envio dos falsos colégios eleitorais ao vice-presidente Mike Pence, pressionando-o a contar os votos falsos. Alternativamente, os aliados de Trump postularam que Pence poderia considerar a eleição "defeituosa" de acordo com a Lei de Contagem Eleitoral e permitir que a Câmara dos Representantes decidisse o resultado.

### Maquinas de votação do Condado de Coffee e a ligação telefônica Trump-Raffensperger
Nas semanas após a eleição, Trump e seus associados atacaram a empresa de votação eletrônica Dominion Voting Systems. Em particular, afirmaram que cédulas estavam sendo alteradas em um processo conhecido como "adjudicação", destinado a resolver erros menores. Trump alegou que operadores humanos poderiam mudar votos pretendidos para Trump para votos de Biden. Em 7 de janeiro, um pequeno grupo agindo por solicitação de Trump, juntamente com funcionários da empresa de análise de dados SullivanStrickler, realizou uma auditoria das máquinas de votação do Condado de Coffee. Naquele dia, alguém que havia se passado por um eleitor falso e que havia se comunicado com o supervisor de eleições do Condado de Coffee sobre o acesso ao escritório, acompanhou dois operativos de Trump até o escritório de eleições (conforme visto em vídeo de vigilância). Mais tarde naquele dia, com a ajuda da SullivanStrickler, apoiadores de Trump copiaram dados do escritório de eleições. Em uma conversa telefônica gravada, Scott Hall, um apoiador de Trump de Atlanta, lembrou que a equipe "escaneou todas as cédulas malditas", incluindo equipamentos, e que eles "copiaram todas as unidades de disco rígido" usadas no Dia da Eleição.
Em 2 de janeiro, durante uma conferência telefônica de uma hora, Trump pressionou o Secretário de Estado da Geórgia, Brad Raffensperger, a mudar os resultados das eleições do estado. Trump disse a Raffensperger: "O que quero fazer é o seguinte. Só quero encontrar, uh, 11.780 votos, que é um a mais do que [a margem de derrota de 11.779 votos] que temos, porque ganhamos o estado."
Em 19 de janeiro, mensagens de texto entre dois homens contratados pela equipe jurídica de Trump mostram a intenção de usar os dados para descertificar os resultados presidenciais da Geórgia, bem como a eleição suplementar de 2021 na Geórgia. As mensagens eram entre Jim Penrose, um associado de Powell e ex-funcionário da NSA, e Doug Logan, cuja empresa Cyber Ninjas posteriormente conduziu a auditoria das cédulas presidenciais do Condado de Maricopa em 2021. (Penrose e Logan também foram citados em uma investigação criminal alegando que participaram de uma conspiração para apreender máquinas de votação em Michigan.)
Em 17 de setembro, Trump escreveu a Raffensperger, alegando que 43.000 cédulas no Condado de DeKalb haviam sido mal manuseadas e que Raffensperger deveria "iniciar o processo de descertificação das eleições, ou qual for o remédio legal correto, e anunciar o verdadeiro vencedor." Na acusação de 2023 na Geórgia, as 38ª e 39ª acusações tratam desse ato.
Em 2022, a SullivanStrickler foi convocada a depor perante o grande júri especial constituído neste caso. A empresa afirmou que é "politicamente agnóstica" e que havia simplesmente aceitado trabalho remunerado como contratante terceirizada para a campanha de Trump. Durante a investigação, os dois operativos de Trump admitiram que Sidney Powell os havia enviado e que haviam acessado uma máquina de votação dentro do prédio. O eleitor falso invocou a Quinta Emenda.
Dos 18 co-réus acusados em 14 de agosto de 2023, quatro - Powell, Hampton, Latham e Hall - são acusados da violação do Condado de Coffee.

## Acusação
Um grande júri indiciou Trump e outros 18 réus em 14 de agosto de 2023. A acusação menciona 30 co-conspiradores não indiciados (que não são nomeados, embora alguns sejam identificáveis).

### Acusações
As acusações criminais se dividem em diversos grupos:
- Violação da Lei RICO (Racketeer Influenced and Corrupt Organizations Act) da Geórgia. Esta é uma única acusação ampla que acusa todos os 19 réus de participar de uma empresa criminosa para reverter a eleição presidencial dos EUA de 2020 através da obstrução da emissão e contagem dos votos eleitorais da Geórgia. São listados 161 atos individuais em apoio à empresa criminosa. As acusações RICO permitem que o tribunal considere evidências de atos alegados em outros estados.[29]
- Solicitação de violação do juramento por funcionário público e declarações e escritos falsos a funcionários públicos. Essas acusações estão relacionadas a afirmações falsas sobre suposta fraude eleitoral. A maioria dessas acusações alega atos direcionados a membros da Assembleia Geral da Geórgia: sete em uma reunião do Comitê Judiciário do Senado, dois em uma reunião do Comitê de Assuntos Governamentais da Câmara e um ao Presidente da Câmara. Quatro foram direcionados ao Secretário de Estado da Geórgia, Brad Raffensperger, e sua equipe, abrangendo a ligação entre Trump e Raffensperger, e outra comunicação em setembro de 2021, e um foi pela tentativa de aprovar a carta de Jeffrey Clark por funcionários do Departamento de Justiça dos EUA.
- Falsificação de função pública, falsificação de primeiro grau, apresentação de documentos falsos e tentativa de cometê-la, e declarações e escritos falsos em documentos. Essas acusações estão relacionadas a eleitores falsos que se passavam por eleitores reais e à criação e distribuição de dois documentos falsos: o certificado de ascensão e sua carta de apresentação. Há também uma acusação por uma apresentação no caso federal Trump v. Kemp. Os falsos eleitores e os apresentadores do caso federal foram acusados dos crimes subjacentes, enquanto outros foram acusados de conspiração para cometê-los.
- Perjúrio e declarações e escritos falsos a investigadores. Uma acusação por mentir sob juramento perante o Grande Júri de Finalidade Especial do Condado de Fulton e outra por mentir a investigadores do Gabinete do Procurador do Distrito do Condado de Fulton.
- Conspiração para cometer fraude eleitoral, roubo de computador, invasão de computador, invasão de privacidade de computador e fraude ao estado. Essas acusações estão relacionadas a uma violação de equipamentos de votação no Condado de Coffee, Geórgia.
- Influenciar testemunhas e tentativas de cometer isso, e conspiração para cometer solicitação de declarações e escritos falsos. Essas acusações estão relacionadas a uma tentativa de assediar e influenciar a funcionária eleitoral do Condado de Fulton, Ruby Freeman.

### Réus
Os 19 réus nomeados na acusação estão listados nas tabelas a seguir. As contagens de acusações por conspiração estão em itálico. As contagens de acusações por tentativa estão sublinhadas. Observe que Cathy Latham é listada separadamente em duas das tabelas, mas o total inclui acusações de ambas as tabelas juntas.
| Nome                   | Função                                        | RICO (1) | Solicitação de funcionário público | Solicitação de funcionário público | Declarações falsas (14) | Declarações falsas (14) | Declarações falsas (14) | Declarações falsas (14) | Declarações falsas (14) | Falsificação de função pública (2) | Falsidade ideológica (4) | Apresentação de documentos falsos (3) | Perjúrio(1) | Total |
| Nome                   | Função                                        | RICO (1) | GA                                 | SoS                                | GA                      | SoS                     | DA                      | DOJ                     | docs.                   | Falsificação de função pública (2) | Falsidade ideológica (4) | Apresentação de documentos falsos (3) | Perjúrio(1) | Total |
| ---------------------- | --------------------------------------------- | -------- | ---------------------------------- | ---------------------------------- | ----------------------- | ----------------------- | ----------------------- | ----------------------- | ----------------------- | ---------------------------------- | ------------------------ | ------------------------------------- | ----------- | ----- |
| Donald Trump           | Presidente dos Estados Unidos                 | 1        | 1                                  | 2                                  |                         | 2                       |                         |                         | 2                       | 1                                  | 2                        | 1+1                                   |             | 13    |
| Rudy Giuliani          | Advogado                                      | 1        | 3                                  |                                    | 3                       |                         |                         |                         | 2                       | 1                                  | 2                        | 1                                     |             | 13    |
| Ray Smith III          | Advogado                                      | 1        | 3                                  |                                    | 2                       |                         |                         |                         | 2                       | 1                                  | 2                        | 1                                     |             | 12    |
| Cathy Latham*          | Eleitor falso, líder GOP do Condado de Coffee | 1*       |                                    |                                    |                         |                         |                         |                         | 1                       | 1                                  | 1                        | 1                                     |             | 11*   |
| Robert Cheeley         | Advogado                                      | 1        | 1                                  |                                    | 1                       |                         |                         |                         | 2                       | 1                                  | 2                        | 1                                     | 1           | 10    |
| John Eastman           | Advogado                                      | 1        | 1                                  |                                    |                         |                         |                         |                         | 2                       | 1                                  | 2                        | 1+1                                   |             | 9     |
| David Shafer           | Eleitor falso, líder GOP estadual             | 1        |                                    |                                    |                         |                         |                         |                         | 2                       | 1                                  | 2                        | 1                                     |             | 8     |
| Kenneth Chesebro       | Advogado                                      | 1        |                                    |                                    |                         |                         |                         |                         | 2                       | 1                                  | 2                        | 1                                     |             | 7     |
| Mike Roman             | Equipe de campanha                            | 1        |                                    |                                    |                         |                         |                         |                         | 2                       | 1                                  | 2                        | 1                                     |             | 7     |
| Shawn Still            | Eleitor falso                                 | 1        |                                    |                                    |                         |                         |                         |                         | 2                       | 1                                  | 2                        | 1                                     |             | 7     |
| Jeffrey Clark          | Oficial do DoJ dos EUA                        | 1        |                                    |                                    |                         |                         |                         |                         |                         |                                    |                          |                                       |             | 2     |
| Jenna Ellis            | Advogada                                      | 1        | 1                                  |                                    |                         |                         |                         |                         |                         |                                    |                          |                                       |             | 2     |
| Mark Meadows           | Chefe de Gabineteda Casa Branca               | 1        |                                    | 1                                  |                         |                         |                         |                         |                         |                                    |                          |                                       |             | 2     |
| N. de pessoas acusadas |                                               | 13       | 6                                  | 2                                  | 3                       | 1                       | 1                       | 1                       | 10                      | 10                                 | 10                       | 10                                    | 1           |       |

| Nome                   | Função                                           | RICO | Fraude eleitoral (2) | Crimes informáticos (3) | Fraude ao estado (1) | Total |
| ---------------------- | ------------------------------------------------ | ---- | -------------------- | ----------------------- | -------------------- | ----- |
| Cathy Latham*          | Líder do GOP do Condado de Coffee, eleitor falso | 1*   | 2                    | 3                       | 1                    | 11*   |
| Scott Salão            | Fiador de fianças                                | 1    | 2                    | 3                       | 1                    | 7     |
| Enevoado Hampton       | Supervisor de eleições do Condado de Coffee      | 1    | 2                    | 3                       | 1                    | 7     |
| Sidney Powell          | Advogado de campanha                             | 1    | 2                    | 3                       | 1                    | 7     |
| N. de pessoas acusadas |                                                  | 3    | 4                    | 4                       | 4                    |       |

| Nome                   | Cargo                           | RICO (1) | Solicitação de declarações falsas (1) | Influenciando testemunhas (3) | Total |
| ---------------------- | ------------------------------- | -------- | ------------------------------------- | ----------------------------- | ----- |
| Steve Lee              | Pastor de Illinois              | 1        | 1                                     | 1+2                           | 5     |
| Harrison Floyd         | Líder do Black Voices for Trump | 1        | 1                                     | 1                             | 3     |
| Trevian Kutti          | Publicitário de Chicago         | 1        | 1                                     | 1                             | 3     |
| N. de pessoas acusadas |                                 | 3        | 3                                     | 3                             |       |

Há uma sobreposição com os co-conspiradores mencionados na acusação federal de Trump emitida duas semanas antes. Na acusação federal, Giuliani foi listado como co-conspirador nº 1, Eastman como nº 2, Powell como nº 3, Clark como nº 4 e Chesebro como nº 5. Todos esses cinco indivíduos, embora não acusados na acusação federal, estão sendo acusados como co-réus na acusação na Geórgia. (O co-conspirador nº 6 na acusação federal ainda não foi identificado de maneira conclusiva pelo público.)
A acusação faz referência a 30 "co-conspiradores não indiciados" que supostamente participaram de algumas das mesmas atividades criminosas dos 19 réus. Essas 30 pessoas não são nomeadas na acusação, mas são referidas por número. A CNN, Just Security, The Washington Post e The Atlanta Journal-Constitution cruz-referenciaram independentemente detalhes na acusação com informações já públicas que nomeiam os indivíduos envolvidos, permitindo que muitos deles fossem identificados. Co-conspiradores não indiciados notáveis incluem Tom Fitton da Judicial Watch, Boris Epshteyn, associado de Trump e Giuliani, o ex-comissário da NYPD Bernard Kerik, o operador político do GOP Phil Waldron e o atual Vice-Governador da Geórgia, Burt Jones.
Dos 16 eleitores falsos da Geórgia, três eleitores falsos são nomeados como réus na acusação atual, quatro foram identificados com uma descrição específica de co-conspirador não indiciado, e nove não estão conclusivamente ligados a uma descrição específica de co-conspirador não indiciado.

### Procedimentos iniciais
Processo de entrega e reserva Após o grande júri emitir mandados de prisão para todos os 19 réus de acordo com o procedimento normal, Willis ofereceu aos co-réus a oportunidade de se entregarem voluntariamente até o meio-dia no horário do leste dos Estados Unidos em 25 de agosto. Todos o fizeram e todos, exceto um, foram libertados sob fiança. Eles se entregaram à Prisão do Condado de Fulton nas seguintes datas:
- 22 de agosto: Hall[40] e Eastman[41]
- 23 de agosto: Shafer e Latham,[42] Smith e Chesebro,[43] Giuliani, Powell e Ellis[44]
- 24 de agosto: Trump e Meadows,[45] Floyd[43]
- 25 de agosto: Roman, Clark, Still, Hampton e Cheeley;[46] Kutti[47] e Lee[38]

No dia 21 de agosto, Trump concordou com uma fiança de $200.000. Suas condições de liberação pré-negociadas incluem apenas usar advogados para discutir o caso com co-réus ou testemunhas e não intimidar co-réus, co-conspiradores não indiciados ou testemunhas nas redes sociais. Quando ele se entregou, usou um fiador de fianças para pagar sua fiança. Ele teve sua foto de identificação tirada; esta é a primeira foto de identificação de Trump, já que ele não foi obrigado a tirar fotos de identificação em outros indiciamentos. Trump se auto-registrou às autoridades com um peso de 215 libras (pounds) e uma altura de seis pés e três polegadas. Isso ocorreu apenas alguns meses depois de ele ter informado às autoridades de Nova York, em abril, que pesava 240 libras e tinha seis pés e duas polegadas de altura.
Floyd não negociou um acordo de fiança antes de se entregar e foi então detido. Em uma audiência judicial no dia seguinte, a fiança foi negada a ele, sendo considerado um risco de fuga devido a um caso pendente contra ele em Maryland por agressão leve a um agente do FBI. Ele disse ao tribunal que não pode pagar um advogado e não é elegível para um advogado nomeado pelo tribunal.
A fiança de Giuliani foi estabelecida em $150.000; Chesebro, Clark, Eastman, Ellis, Meadows e Powell em $100.000; Kutti, Latham, Lee e Shafer em $75.000; Cheeley, Roman e Smith em $50.000; e Hall, Hampton e Still em $10.000.

### Audiência de Pronúncia
Todos os 19 réus estão agendados para serem submetidos a uma audiência de pronúncia em 6 de setembro, um dia depois do que Willis havia solicitado. Ao contrário dos outros três indiciamentos de Trump, as audiências de pronúncia podem ser televisionadas porque a Geórgia permite fotografia e transmissão de vídeo das audiências judiciais.
Em 28 de agosto, Ray Smith renunciou à acusação e se declarou inocente.

## Movimentos Pré-Julgamento
No mesmo arquivamento judicial de 16 de agosto, Willis solicitou que todos os réus fossem julgados juntos, a partir de 4 de março de 2024. O arquivamento afirmou que o cronograma havia sido escolhido para não conflitar com as datas já agendadas de julgamento de Trump em outras questões, "mas também para proteger o interesse do Estado da Geórgia e do público em uma resolução rápida das acusações". A data de julgamento solicitada é quase dois meses após o início da temporada das primárias presidenciais do Partido Republicano de 2024 e um dia antes da Super Terça-feira.
O ex-procurador dos EUA para a Geórgia, Michael J. Moore, expressou dúvidas de que os movimentos processuais e o processo de descoberta pudessem ser concluídos tão rapidamente e que Willis realmente acreditasse que o caso estaria pronto até março. "Acho que é apenas uma jogada de relações públicas", disse ele.
Na manhã de 24 de agosto, antes da entrega planejada de Trump, foi protocolada uma papelada para que Steven Sadow substituísse Drew Findling como principal advogado de Trump.
Os réus Shafer, Latham e Still afirmaram em arquivamentos judiciais de agosto que se reuniram como eleitores falsos "sob a direção" de Trump, por meio de seus advogados.
Os republicanos da Câmara dos Representantes dos EUA abriram uma investigação contra Willis horas antes de Trump se entregar para a prisão. O deputado Jim Jordan escreveu a ela perguntando se ela havia coordenado com a investigação do conselho especial de Smith ou utilizado fundos federais em sua investigação. Jordan exigiu que Willis fornecesse documentos e comunicações até 7 de setembro.

### Tentativas de transferência para o tribunal federal

#### Cláusula de Supremacia: Clark, Meadows
Em 15 de agosto, no dia seguinte à acusação, Meadows protocolou um pedido no Tribunal Distrital dos EUA para o Distrito Norte da Geórgia para que seu caso fosse transferido para o tribunal federal, argumentando que ele é imune a processos estaduais por quaisquer atividades realizadas durante seu mandato como Chefe de Gabinete da Casa Branca, sob a Cláusula de Supremacia da Constituição. Uma audiência para ouvir os argumentos foi marcada para 28 de agosto; Brad Raffensperger foi convocado para testemunhar na audiência.
Meadows apresentou um pedido adicional para que o caso fosse completamente arquivado em 19 de agosto, argumentando que "[a] acusação do Estado contra o Sr. Meadows ameaça o importante interesse federal de fornecer ao Presidente dos Estados Unidos conselhos e assistência próximos e confidenciais, firmemente enraizados na lei federal há quase 100 anos." O pedido também argumenta que Meadows é imune sob a Primeira Emenda, que protege a liberdade de expressão política, e a Décima Quarta Emenda, que proíbe acusações decorrentes de estatutos que são "inconstitucionalmente vagos". Além disso, uma vez que a acusação da Geórgia acusa Meadows por suas ações em outros estados, o pedido levanta a possibilidade de que qualquer estado possa processá-lo por suas atividades na Geórgia, cujas implicações "são impressionantes".
Clark protocolou um pedido para transferir o caso para o tribunal federal em 21 de agosto. Então oficial do Departamento de Justiça, Clark alegou as mesmas proteções contra processos estaduais que Meadows. Sua petição também argumentava que todo o caso deveria ser transferido para o tribunal federal para todos os réus.
O Juiz do Tribunal Distrital dos EUA, Steve C. Jones, negou os pedidos de Meadows e Clark para adiar suas prisões em 23 de agosto; eles haviam solicitado adiamentos até que os pedidos de transferência pudessem ser decididos. A audiência de Meadows ocorreu em 28 de agosto, e a de Clark está agendada para 18 de setembro.

#### Eleitores falsos: Latham, Shafer, Still
Shafer protocolou um pedido para que o caso fosse transferido para o tribunal federal em 21 de agosto. Shafer, um dos 16 eleitores republicanos falsos e então presidente do Partido Republicano da Geórgia, argumentou que estava atuando como um funcionário federal quando registrou seu voto no Colégio Eleitoral para Trump. Sua petição também afirmou que o "texto claro" da Lei de Contagem Eleitoral "reconhece o papel legítimo de eleitores contingentes em eleições presidenciais disputadas".
Shawn Still protocolou um pedido semelhante em 24 de agosto, assim como Latham em 25 de agosto.

### Pedidos de julgamento rápido
Em 23 de agosto, Chesebro solicitou um julgamento rápido sob a Lei de Julgamento Rápido da Geórgia. Willis respondeu solicitando um julgamento para todos os 19 réus em 23 de outubro de 2023. O juiz marcou o julgamento de Chesebro para 23 de outubro, mas não abordou imediatamente a questão de quando os outros réus seriam julgados.
Em 24 de agosto, Trump informou ao tribunal que se opunha a um julgamento rápido, pedindo que seu caso fosse separado do de Chesebro.
Em 25 de agosto, Powell solicitou um julgamento rápido.